# Lost in Space (media franchise)

Il logo della serie televisiva originale degli anni sessanta

Lost in Space è un media franchise statunitense di genere robinsonata in chiave fantascientifica, liberamente ispirato al romanzo Il Robinson svizzero di Johann David Wyss e iniziato nel 1965 con la serie televisiva omonima dal produttore Irwin Allen. Il franchise comprende inoltre il film remake Lost in Space - Perduti nello spazio (Lost in Space, 1998); un film per la televisione The Robinson: Lost in Space (2004), originalmente concepito come pilota per una serie remake; la serie remake di Netflix Lost in Space (2018-2021). La serie originale, divenuta un fenomeno di culto negli Stati Uniti, ha avuto svariate opere derivate quali animazione, fumetti, romanzi, oltre a numeroso merchandising.

## Il Robinson svizzero

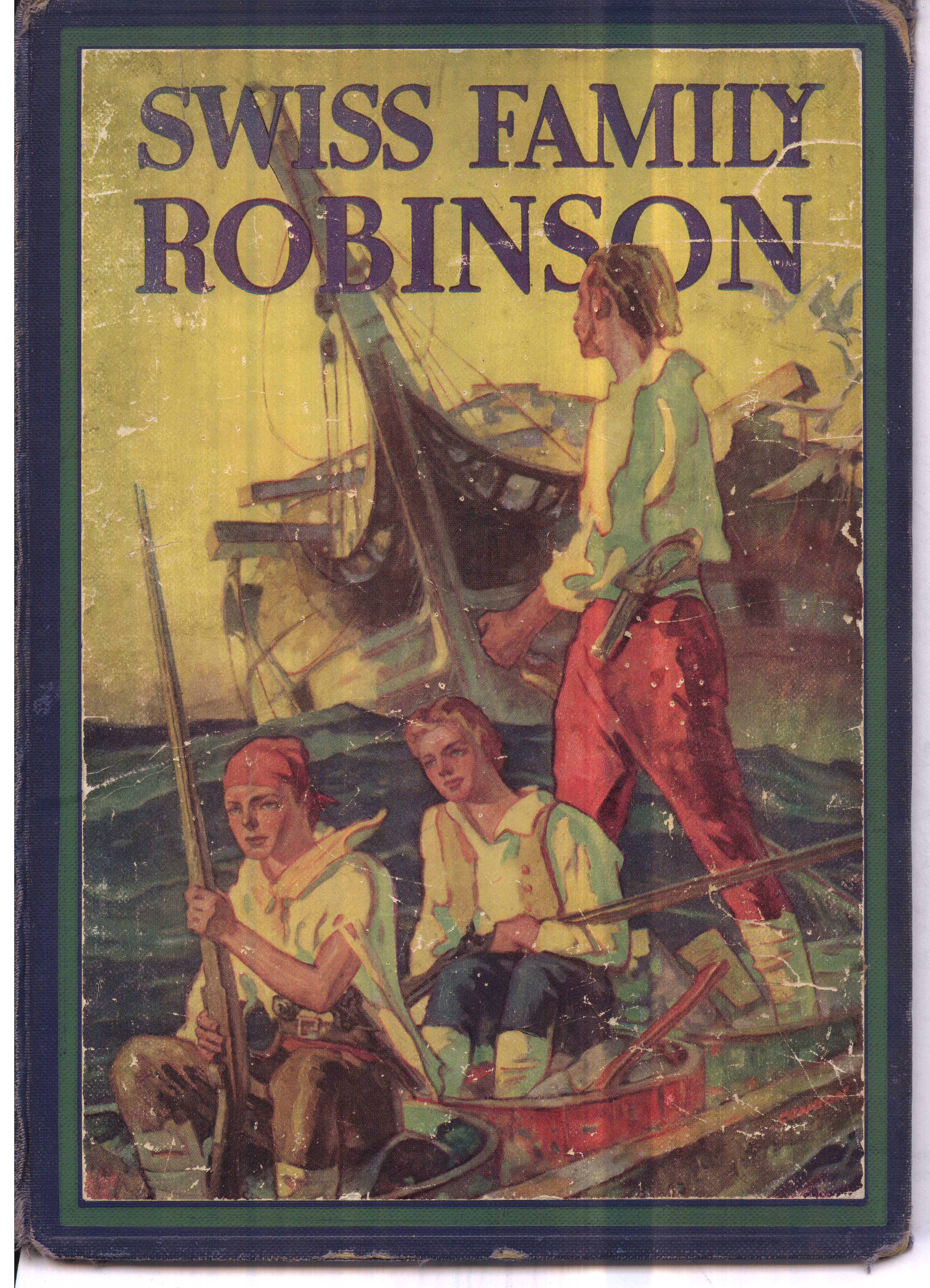
Copertina del romanzo di Johann David Wyss Il Robinson svizzero

Lost in Space è liberamente basato sul romanzo avventuroso del genere robinsonata del 1812, scritto da Johann David Wyss, Il Robinson svizzero (Der Schweizerische Robinson), a sua volta ispirato al celebre romanzo del 1719 Robinson Crusoe di Daniel Defoe.
La storia originale narra le disavventure di William, un parroco svizzero, e della sua famiglia, composta dalla moglie Elizabeth e dai loro quattro figli Fritz, Ernst, Jack e Franz, diretti in Australia. Durante la traversata, la famiglia fa naufragio nel mezzo dell'Oceano Indiano a causa di una terribile tempesta, finendo su una non meglio specificata isola. Recuperati dalla nave alcuni oggetti e degli animali, fra cui i due cani Turk e Juno, i membri della famiglia si vedono costretti a imparare a sopravvivere sfruttando i pochi strumenti a loro disposizione. Dopo dieci anni naufraga sull'isola una giovane inglese, Jenny Montrose, che la famiglia non esita ad accogliere amichevolmente. Qualche tempo dopo sull'isola approda una nave inglese che stava cercando la ragazza. Fritz e Jack salpano facendo ritorno alla civiltà assieme a Jenny, mentre William ed Elizabeth decidono di rimanere a invecchiare sull'isola con i due figli minori. Prima della loro partenza, William consegna al capitano il manoscritto contenente le sue memorie scritte sull'isola, che in seguito verrano date alle stampe.
Subito dopo la sua pubblicazione originale in due volumi nel 1812, il romanzo circolò all'estero in un'edizione rimaneggiata dal titolo Le Robinson suisse, ou, Journal d'un père de famille, naufragé avec ses enfants, scritto da Isabelle de Montolieu nel 1814. Inoltre, nel 1824 la Montolieu pubblicò una nuova edizione del libro aggiungendo un seguito della storia. Altri seguiti sono stati scritti negli anni successivi, tra i quali anche uno, Seconda patria (Seconde patrie, 1900), per opera di Jules Verne.
Prima del suo adattamento fantascientifico a opera di Irwin Allen, il romanzo di Wyss aveva già avuto degli adattamenti per il cinema, tra cui: Perils of the Wild, un cortometraggio muto statunitense della durata di 5 minuti del 1925 diretto da Francis Ford; Come Robinson Crusoè (Swiss Family Robinson), un lungometraggio statunitense del 1940 in bianco e nero diretto da Edward Ludwig e interpretato da Thomas Mitchell e Edna Best; Robinson nell'isola dei corsari (Swiss Family Robinson), un lungometraggio statunitense del 1960 diretto da Ken Annakin e interpretato da John Mills e Dorothy McGuire. Dopo la messa in onda della serie televisiva fantascientifica, seguono altri adattamenti del romanzo di Wyss in chiave non fantascientifica, tra questi: La famiglia Robinson (Swiss Family Robinson) un film d'animazione australiano del 1973 diretto da Leif Gram; La famiglia Robinson (Swiss Family Robinson), una serie televisiva canadese per la rete televisiva CTV, trasmessa dal 1974 al 1975; Swiss Family Robinson, una serie televisiva statunitense prodotta dallo stesso Irwin Allen per la ABC, trasmessa dal 1975 al 1976; Flo la piccola Robinson (Kazoku Robinson hyōryūki Fushigi na shima no Furōne), anime giapponese della Nippon Animation del 1981; Le avventure della famiglia Robinson (The Adventures of Swiss Family Robinson), una serie televisiva neozelandese trasmessa da PAX Network nel 1998.

## Televisione

### Lost in Space(1965-1968)

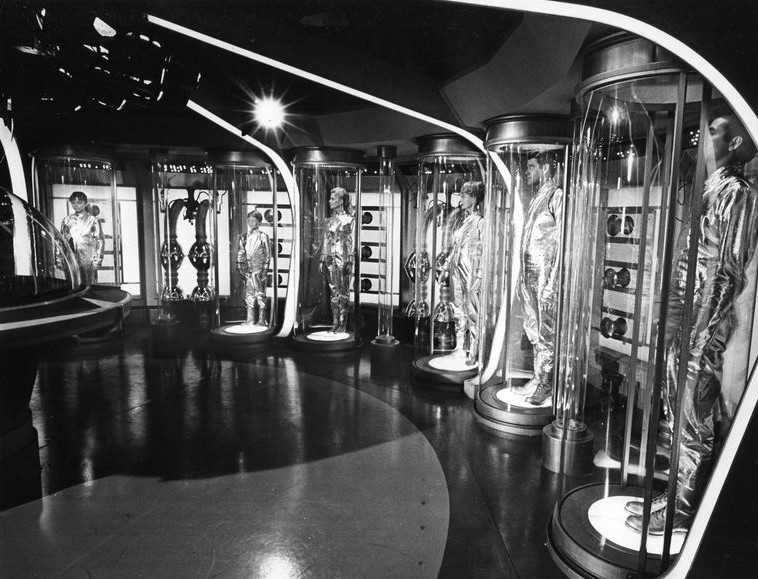
La famiglia Robinson ibernata all'interno delle capsule criogeniche a bordo della Jupiter 2

La serie televisiva Lost in Space viene ideata nel 1965 da Irwin Allen, basandosi sulla trama del libro di Johann David Wyss, Il Robinson svizzero, in chiave fantascientifica. Allen ne realizza un episodio pilota mai trasmesso intitolato, No Place to Hide, in cui l'astronave terrestre Gemini 12 (che poi diventerà Jupiter 2), ha la missione di portare la famiglia Robinson in un viaggio di 98 anni verso un pianeta simile alla Terra in orbita attorno alla stella Alfa Centauri. L'astronave viene però spinta fuori rotta a causa di un impatto con uno sciame di asteroidi e il seguito della serie racconta le disavventure della famiglia Robinson "perduta nello spazio", raffigurandoli come un equipaggio felice senza conflitti interni al gruppo.
Una volta che la serie viene acquistata dalla CBS (che aveva appena rifiutato Star Trek), Allen ne ridefinisce la trama, introducendo il personaggio del dottor Zachary Smith, un clandestino sabotatore, entrato a bordo della Jupiter 2 per causarne la distruzione e rimastovi invece intrappolato, interpretato dall'attore statunitense Jonathan Harris. Viene inoltre aggiunto anche il personaggio del robot B-9, creato da Robert Kinoshita (già autore del celebre Robby il robot, protagonista del film di fantascienza del 1956 Il pianeta proibito), e l'astronave viene rinominata Jupiter 2 La prima stagione riguarda principalmente le avventure della famiglia Robinson che esplora il pianeta Priplanus, nella Costellazione del Carro, formato che poi muterà in una direzione più fantasy.
Una volta che la ABC mette in onda la serie televisiva Batman, nella stessa fascia oraria di Lost in Space, la serie inizia così a imitarne lo stile umoristico e camp, per competere con l'enorme successo che sta avendo la serie sul Cavaliere Oscuro. Nella terza stagione la Jupiter 2 è ora pienamente funzionante e viaggia nello spazio da un pianeta all'altro, ma gli episodi tendono ancora a essere stravaganti e a enfatizzare l'umorismo, includendo fantasiosi hippy spaziali, pirati, zoo intergalattici anticonformisti, principesse di ghiaccio e un concorso di bellezza galattico.
Dopo la cancellazione della serie, Lost in Space ottiene un grande successo nelle repliche e nella distribuzione in syndication per molti anni a seugire, apparendo su USA Network a metà e fine anni ottanta e su FX, Syfy, ALN, MeTV e Hulu.

### The ABC Saturday Superstar Movie(1973)
Durante la stagione televisiva 1972-1973, la ABC produce The ABC Saturday Superstar Movie, serie settimanale antologica che manda in onda film animati da 60 minuti, piloti e speciali di varie società di produzione, come Hanna-Barbera, Filmation e Rankin/Bass. Hanna-Barbera contribuisce con lavori animati basati su serie televisive come Gidget, Arriva Yoghi, Tabitha, Oliver and the Artful Dodger, Lo show dei Banana Splits e Lost in Space.
Il primo episodio della seconda stagione, Lost in Space, viene trasmesso l'8 settembre 1973. Il dottor Smith (doppiato da Jonathan Harris) è l'unico personaggio del programma originale ad apparire nello speciale, insieme al Robot, che qui si chiama Robon e viene impiegato nel controllo del volo, piuttosto che in un'attività di supporto. La navicella spaziale viene lanciata verticalmente da un razzo e Smith è un membro dell'equipaggio, anziché un clandestino e un sabotatore, anche se la sua avidità, il suo egoismo e la sua codardia sono gli stessi della sua controparte live action. L'episodio pilota della serie animata Lost in Space non ha avuto un seguito, dando origine a una serie serie, quindi è stato prodotto solo questo episodio. Il cartone animato è stato incluso nell'uscita in Blu-ray dell'intera serie televisiva originale il 15 settembre 2015.

### Lost in Space: The Epilogue
Nel 1978, Bill Mumy, Brian Grier e Paul Gordon scrivono la sceneggiatura per un film per la televisione reunion, intitolato Lost in Space: The Epilogue. La trama vede i protagonisti che fanno ritorno sulla Terra, chiudendo così la serie. Mumy invia la sceneggiatura all'intero cast e alla CBS, che si dichiarano inizialmente tutti interessati. Il progetto viene tuttavia interrotto quando Irwin Allen si rifiuta di prendere in considerazione il progetto, rifiutandosi persino di leggere la sceneggiatura di Mumy, poiché non vuole affidare il franchise di Lost in Space a nessun altro. La sceneggiatura viene infine letta dal cast attorno a un tavolo e ripresa per gli speciali dell'edizione in Blu-ray della serie originale in occasione del 50º anniversario.

### Lost in Space: The Journey Home
Nei primi anni 2000, Kevin Burns tenta di produrre un film reunion per la televisione, intitolato Lost in Space: The Journey Home. Il film avrebbe dovuto essere incentrato su un nuovo gruppo di personaggi che si perdono nello spazio e trovano i Robinson criogenicamente congelati, con l'intenzione di far seguire al film una nuova serie televisiva incentrata sui nuovi personaggi. La morte di Jonathan Harris, avvenuta quattro mesi prima dell'inizio delle riprese, blocca definitivamente il progetto, nonostante lo studio abbia suggerito di riassegnare il ruolo del Dr. Smith a Christopher Lloyd o John Lithgow.

### The Robinsons: Lost in Space(2004)
Nel 2004 viene sviluppata una nuova serie televisiva, The Robinsons: Lost in Space, di cui tuttavia viene girato il solo episodio pilota, mentre la serie non viene in seguito prodotta. La serie avrebbe dovuto prendere il viva dall'originale episodio pilota della serie originale di Lost in Space, mai trasmesso. Questa serie presenta il robot B-9 che qui è senza nome e un altro bambino Robinson più grande di nome David. Penny, raffigurata come una preadolescente nella serie originale, qui è una neonata. L'episodio pilota viene commissionato da The WB, diretto dal regista John Woo e prodotto da Synthesis Entertainment, Irwin Allen Productions, 20th Century Fox Television e Regency Television. Nella serie Dick Tufeld presta la voce al robot per la terza volta.
La trama della serie segue le avvenutre di John Robinson, un eroe di guerra in pensione reduce da un conflitto contro un'invasione aliena, che decide di portare la propria famiglia in una colonia nello spazio. La nave dei Robinson viene attaccata e i Robinson sono costretti a fuggire nel piccolo Space Pod, Jupiter 2, della nave madre. Il veicolo spaziale volante interstellare Jupiter 2 della serie originale viene appunto raffigurato come un veicolo spaziale di tipo Lander, dispiegato da una nave madre interstellare più grande.
Quando è stata distribuita la serie remake di Netflix del 2018, Lost in Space, ripensando al pilota di The Robinsons: Lost in Space, Neil Calloway di Flickering Myth ha affermato, "all'inizio sei col fiato sospeso", continuando: "inizi a chiederti dove siano finiti i 2 milioni di dollari spesi per il budget e poi ti chiedi perché qualcosa diretto da John Woo sia così prosaico".
I produttori della serie televisiva Battlestar Galactica successivamente acquistano i set della serie per riadattarli, l'anno seguente, e utilizzarli per le scene a bordo della Battlestar Pegasus.

### Lost in Space(2018-2021)
Il 10 ottobre 2014 viene annunciato che Legendary TV sta sviluppando un reboot di Lost in Space per Netflix, con la sceneggiatura affidata agli sceneggiatori di Dracula Untold, Matt Sazama e Burk Sharpless. Il 29 giugno 2016 Netflix ordina la prima stagione della serie composta da dieci episodi. La serie debutta su Netflix il 13 aprile 2018. Il 13 maggio 2018 viene rinnovata per una seconda stagione, pubblicata il 24 dicembre 2019, e il 9 marzo 2020 la serie viene rinnovata per una terza e ultima stagione. Il robot che appare anche nella serie è radicalmente modificato rispetto all'originale, essenco qui un androide con una forma molto umanoide governato da un'intelligenza artificiale.

## Cinema

### Lost in Space - Perduti nello spazio(1998)
Nel 1998, la New Line Cinema produce un adattamento cinematografico della serie televisiva originale, Lost in Space - Perduti nello spazio (Lost in Space), diretto da Stephen Hopkins e prodotto da Akiva Goldsman, premio Oscar nel 2002 per la miglior sceneggiatura non originale per A Beautiful Mind. Tra gli interpreti il film vede William Hurt nei panni di John Robinson, Mimi Rogers in quelli di Maureen, Heather Graham in quelli di Judy, Lacey Chabert in quelli di Penny, Jack Johnson in quelli di Will e Matt LeBlanc in quelli del maggiore Don West, mentre il Dr. Smith viene interpretato da Gary Oldman.
Il film include una serie di omaggi alla serie televisiva originale, compresi cameo e dettagli della storia dalla serie TV originale. June Lockhart, che nella serie originale interpretava Maureen Robinson, appare qui come la direttrice scolastica di Will, la signora Cartwright; Mark Goddard, che rivestì il ruolo del maggiore West, appare come l'ufficiale comandante del maggiore stesso; Angela Cartwright e Marta Kristen, rispettivamente Penny e Judy Robinson, appaiono come giornaliste; Dick Tufeld ritorna a dare voce originale al robot; mentre Jonathan Harris, che interpretò il dottor Smith, rifiuta l'offerta del cameo come rappresentante del gruppo terroristico dichiarando "non ho mai recitato una parte piccola in vita mia e non ho intenzione di iniziare ora". Il ruolo viene infine interpretato dall'attore Edward Fox. Anche a Billy Mumy viene offerto di recitare un cameo ma rifiuta l'offerta dopo che gli viene detto che non avrebbe rivestito il ruolo a cui pensava, ossia il Will adulto, poiché gli viene detto che avrebbe "confuso gli spettatori".
Il film utilizza inoltre una serie di idee familiari agli spettatori della serie originale: Smith che riprogramma il robot e la sua successiva furia omicida (come nell'episodio Reluctant Stowaway); la quasi collisione con il Sole ( come avviene nell'episodio Wild Adventure); l'astronave abbandonata (come nell'episodio The Derelict); la scoperta del Blawp e lo schianto (Island in the Sky); un tentativo di cambiare la storia tornando all'inizio (The Time Merchant). Viene inclusa anche una scena Goodnight, rubata alla serie Una famiglia americana (The Waltons), come omaggio a quest'ultima. Ciò che i fan dell'originale hanno sempre desiderato vedere accadere si è finalmente realizzato quando Don mette KO un fastidioso Smith che si lamenta alla fine del film, dicendo: "È stato bello!".
Nonostante il film ottenga un buon risultato al botteghino, scalzando il film Titanic dopo quindici settimane di primato, e ricavando un totale di 136 milioni di dollari, viene generalmente male accolto dalla critica, che lo considera un film dai toni troppo cupi, "diretto goffamente" e privo del fascino della serie originale,

## Documentari

### The Fantasy Worlds of Irwin Allen(1995)
Nel 1995 Kevin Burns produce un documentario sulla carriera di Irwin Allen, presentato da Bill Mumy e June Lockhart su un set degli esterni di Jupiter 2 ricreato per l'occasione. Mumy e Lockhart utilizzano la Celestial Department Store Ordering Machine come canale temporale per mostrare informazioni e segmenti sulla storia di Allen. Segmenti dalle varie produzioni di Allen e piloti per le sue serie mai prodotte vengono presentati insieme a nuove interviste con membri del cast delle opere di Allen. Mumy e Lockhart completano la loro presentazione ed entrano nella Jupiter 2, dopodiché Jonathan Harris appare nel personaggio del Dr. Smith e ordina ancora una volta al robot B-9 di distruggere la nave come da sue istruzioni originali "... e questa volta fallo per bene, testa di bolla" (in inglese ...and this time get it right, you bubble-headed booby).

### Lost in Space Forever(1998)
Nel 1998, per promuovere il remake cinematografico Lost in Space - Perduti nello spazio, Kevin Burns produce uno speciale televisivo sulla serie che viene presentato da John Larroquette e dal robot B-9 (interpretato dall'attore Bob May e dal doppiatore Dick Tufeld). Lo speciale viene presentato all'interno del set del ponte superiore della Jupiter 2 ricreato per l'occasione. Il programma termina con Laroquette che preme beffardamente un pulsante sull'Amuleto dell'episodio The Galaxy Gift, scomparendo e venendo sostituito da Mumy e Harris che interpretano un Will Robinson uno Zachary Smith più anziani. I due tentano di tornare sulla Terra un'altra volta ma scoprono di essere "Perduti nello spazio... per sempre!" (in inglese Lost in Space ... Forever!).

## Romanzi
Nel 1967 viene pubblicato dalla casa editrice Pyramid Books un romanzo intitolato Lost in Space, basato sulla serie, scritto da Dave Van Arnam e Ted White, sotto lo pseudonimo di Ron Archer. L'opera vede cambiamenti significativi nelle personalità dei personaggi e nel design della nave. Una scena nel libro prevede correttamente che Richard Nixon vincerà la presidenza dopo Lyndon Johnson.

## Fumetti
Prima che la serie televisiva venga sviluppata, un fumetto intitolato Space Family Robinson (1965-1982), scritto da Gaylord Du Bois e illustrato da Dan Spiegel, viene pubblicato dalla Gold Key Comics. La serie di fumetti è stata liberamente basata su un romanzo del 1812 di Johann David Wyss, Il Robinson svizzero. Du Bois diviene l'unico scrittore della serie, una volta che inizia a raccontare le avventure dei Robinson con Peril on Planet Four nel numero 8. Una volta iniziata la serie televisiva, grazie a un accordo stipulato con Gold Key, il titolo del fumetto incorpora il sottotitolo Lost in Space. Il fumetto presenta tuttavia personaggi differenti rispetto alla serie televisiva e un'astronave unica a forma di H anziché una a forma di disco.
Nel 1990, Bill Mumy e Peter David scrivo insieme Star Trek: The Return of the Worthy, una storia in tre parti che rappresenta un sorta di crossover tra i franchise di Lost in Space e di Star Trek, con l'equipaggio dell'Enterprise che incontra una spedizione simile a quella di Robinson tra le stelle, sebbene con personaggi differenti.
Nel 1991, Bill Mumy scrive la guida Alpha Control Guidance per la rinascita di Lost in Space in forma di fumetto con il titolo Lost in Space per la Innovation Comics, scrivendo sei dei numeri. Primo fumetto con licenza ufficiale basato sulla serie televisiva, Lost in Space è ambientato diversi anni dopo l'ambientazione della serie televisiva stessa. I ragazzi sono ormai adolescenti e le storie tentano di riportare la serie alle sue radici, con avventure dirette da una storia che spiega persino gli episodi camp/farsa della serie come voci fantasiose del diario spaziale di Penny. Nella serie vengono introdotti storie a tema più complesse, indirizzate a un pubblico adulto, e la trama include lo sviluppo di un triangolo amoroso tra Penny, Judy e Don. La Jupiter 2 mostra vari design interni nel primo anno. Il primo anno ha inoltre un arco narrativo che alla fine conduce i viaggiatori ad Alfa Centauri con il Dr. Smith che contatta i suoi ex padroni alieni lungo la strada. Aeolis 14 Umbra sono furiosi con il Dr. Smith per non essere riuscito nella sua missione di impedire che la Jupiter 2, costruita grazie alla tecnologia rubata da una loro nave precipitata sulla Terra, raggiunga il sistema stellare che hanno rivendicato come loro. L'anno si conclude con Smith che viene scoperto dall'equipaggio della Jupiter 2 per le sue macchinazioni con gli alieni e imprigionato in un tubo di congelamento per l'ultimo viaggio della Jupiter 2 verso il pianeta. Il secondo anno presenta una storia completa scritta da Mumy, che prevede un'avventura complessa in seguito all'arrivo dei Robinson a destinazione e alla cattura da parte degli Aoleani. Innovation però chiude la serie nel 1993 con la storia a metà e solamente nel 2005 Mumy è in grado di presentare la sua storia completa al fandom di Lost in Space in formato graphic novel tramite la Bubblehead Publishing. Il tema di un Will Robinson adulto viene esplorato anche nel film del 199 e nella canzone The Ballad of Will Robinson, scritta e registrata da Mumy.
Nel 1998, la Dark Horse Comics pubblica una storia in tre parti che racconta la storia del clan Robinson come rappresentato nel film diretto da Stephen Hopkins.
Nel 2016 la American Gothic Press pubblica una miniserie di sei numeri intitolata Irwin Allen's Lost in Space, the Lost Adventures, basata su sceneggiature della serie mai utilizzate. Le sceneggiature The Curious Galactics e Malice in Wonderland sono opera di Carey Wilber. La prima sceneggiatura viene adattata da Holly Interlandi e disegnata da Kostas Pantaulas, con Patrick McEvoy che si è occupato della colorazione delle copertine, nei numeri 1-3 della serie. La seconda sceneggiatura viene adattata nei numeri 4-6 della serie, di nuovo adattata da Interlandi, con McEvoy ai disegni a matita, colorazione e copertine.

## Musica
Le sigle di apertura e chiusura della serie televisiva originale degli anni sessanta sono state scritte da John Williams, in seguito destinato a divenire compositore di celebri blockbuster hollywoodiani come la saga di Guerre stellari o di Indiana Jones, che viene citato nei titoli di coda come Johnny Williams. Il pilota originale e gran parte della prima stagione riutilizzano la colonna sonora inquietante di Bernard Herrmann, tratta dal classico film di fantascienza Ultimatum alla Terra (1951). La terza stagione presenta una nuova colonna sonora dal ritmo più veloce e dalle atmosfere più leggere, la sigla di testa di questa stagione è quella maggiormente conosciuta e associata istantaneamente alla serie. La sigla di apertura viene accompagnata da riprese dal vivo del cast, con il conto alla rovescia sottolineato dalle cifre a tutto schermo da sette a uno, che rappresentano il countdown di ogni episodio. Gran parte della musica di sottofondo della serie è stata scritta da Williams, che ha composto quattro episodi. Queste musiche hanno aiutato Williams ad acquisire credibilità come compositore. Altri importanti compositori di film e televisione che hanno lavorato alla musica di Lost in Space, tra cui Alexander Courage, celebre per aver composto la ben nota sigla della serie televisiva Star Trek del 1966 e che ha contribuito a sei colonne sonore della serie Lost in Space.
Della colonna sonora della serie Lost in Space del 1965 sono state pubblicate diverse raccolte in Compact disc. Come parte del suo album del 1997 Dying To Be Heard (Infinite Visions), Bill Mumy ha registrato The Ballad of William Robinson, in cui un Will Robinson, ora 42enne, racconta la premessa di Lost in Space, lo stato attuale della sua famiglia (suo padre, il professor John Robinson, è morto cinque anni prima) e la sua disperazione per "essere ancora perso nello spazio". La canzone è presente come traccia su una delle compilation Dr. Demento's Hits From Outer Space.

## Personaggi

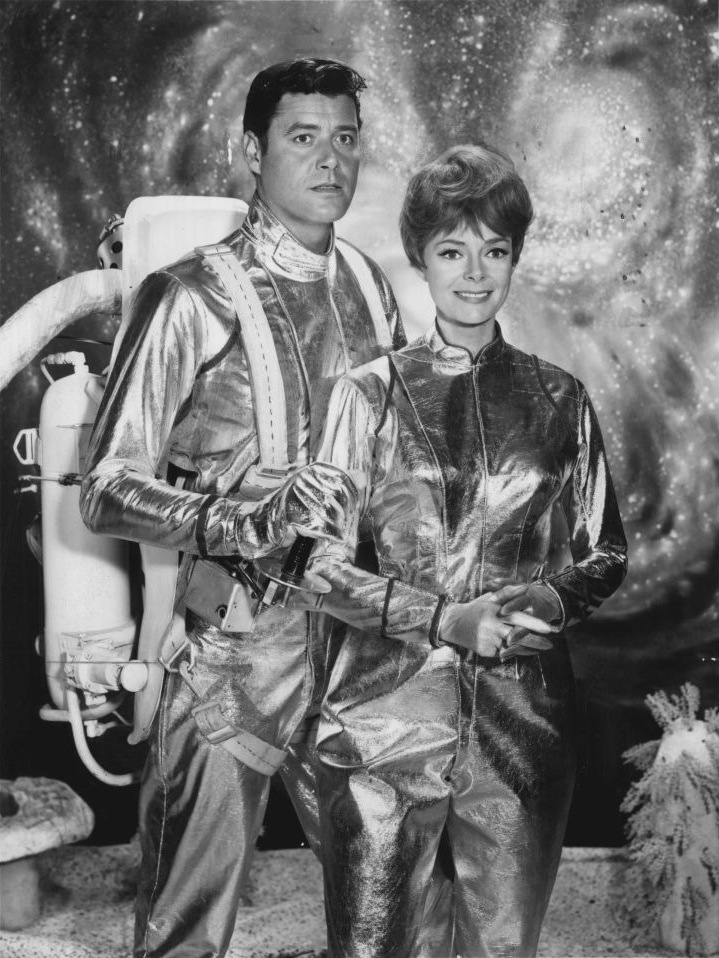
Guy Williams e June Lockhart nei panni di John e Maureen Robinson

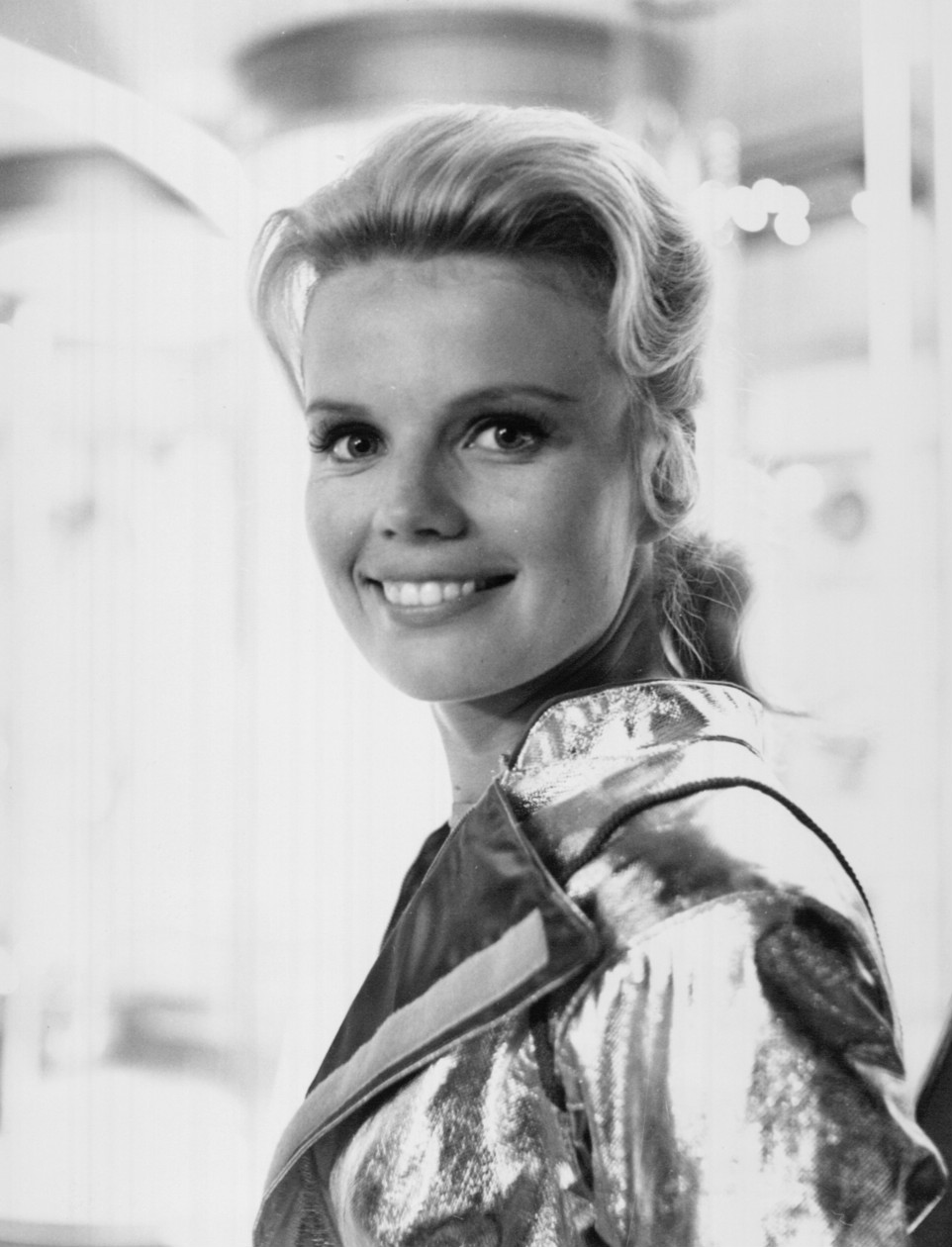
Marta Kristen nei panni di Judy Robinson

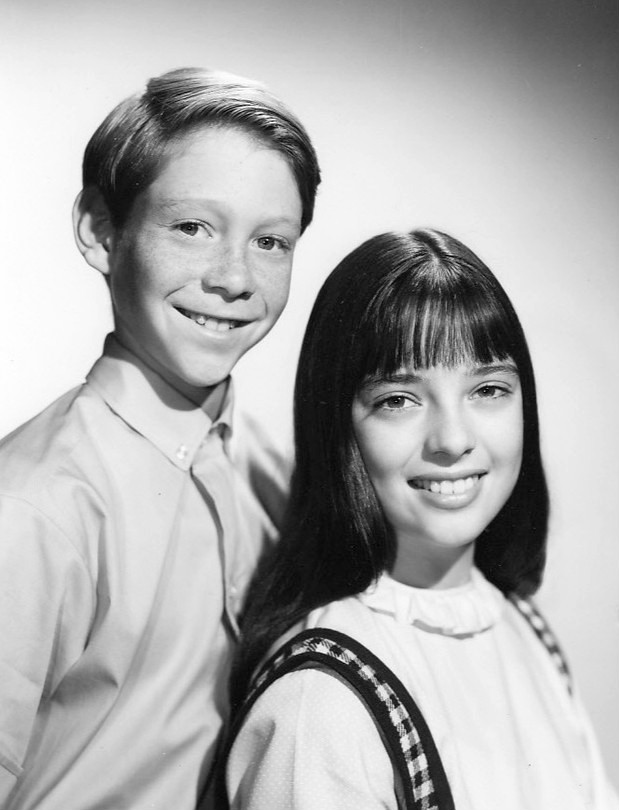
Bill Mumy e Angela Cartwright nei panni di Will e Penny Robinson

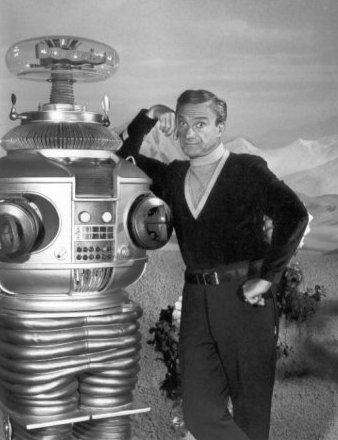
Jonathan Harris, nei panni del Dr. Smith, e il robot B-9

Il cast principale del franchise di Lost in Space è composto dall'equipaggio della Jupiter 2, formato sostanzialmente dalla famiglia Robinson, il maggiore Don West, il dottor Smith e il robot B-9. Ogni opera del franchise presenta aspetti sostanzialmente differenti dei medesimi personaggi, a volte in un'età differente o una famiglia composta da membri differenti rispetto all'originale.
- John Robinson, interpretato da Guy Williams (1965-1968), William Hurt (1998) e Brad Johnson (2004) e Toby Stephens (2018-2021).
Il Professor John Robinson è il marito di Maureen e il padre di Judy, Penny e Will Robinson. È un professore di astrofisica presso la University of Stellar Dynamics. È il capitano della Jupiter 2 e della missione. Ogni apparizione presenta delle sostanziali differenze del personaggio. Il John Robinson della serie remake di Netflix del 2018, non è un professore ma un ex Navy SEAL, sposato con Maureen e padre di Penny e Will, ma non di Judy, che ha adottato, essendo figlia di Maureen e di Grant Kelly.
- Maureen Robinson, interpretata da June Lockhart (1965-1968), Mimi Rogers (1998), Jayne Brook (2004), Molly Parker (2018-2021).
La dottoressa Maureen Robinson, originalmente Tomlinson, prima di sposarsi, nell'episodio pilota originale viene presentata come una biochimica di New Mexico College of Space Medicine. È la moglie di John Robinson e madre di Judy, Penny e Will Robinson. Nella serie Netflix del 2018 è una professoressa con un dottorato di ricerca in ingegneria ed è uno dei quattro ingegneri responsabili dei sistemi di sicurezza della Resolute. Nel fumetto di Innovation Comics il suo cognome da nubile è Fitzpatrick e ha sviluppato un vacchino e vinto un Premio Nobel prima di partire con la famiglia a bordo della Jupiter 2.
- Judy Robinson, interpretata da Marta Kristen (1965-1968), Heather Graham (1998), Adrianne Palicki (2004), Taylor Russell (2018-2021).
Judy Robinson è la figlia maggiore di John e Maureen Robinson. Nella serie originale è una 19enne che ha rinunciato alle proprie aspirazioni artistiche per partecipare alla missione spaziale con la famiglia. Ha un'attrazione nei confronti del maggiore Don West, cosa che l'ha convinta a prendere parte alla missione. Nel fumetto Voyage to the Bottom of the Soul, che conclude la serie a fumetti della Innovation Comics, si sposa con Don West, e nel fumetto The Epilogue i due hanno avuto un figlio di nome Joshua Robinson West. La Judy Robinson della serie di Netflix del 2018 è una ragazza di colore, figlia maggiore di Maureen Robinson, ma il padre biologico, Grant Kelly, è morto prima che lei nascesse ed è così stata adottata da John Robinson. Questa Judy Robinson è laureata in medicina.
- Don West, interpretato da Mark Goddard (1965-1968), Matt LeBlanc (1998), Mike Erwin (2004), Ignacio Serricchio (2018-2021).
Il maggiore Don West è un ex ufficiale dello United States Space Corps e dell'aeronautica, assegnato ora alla Jupiter 2 in qualità di pilota. Anche se Don West, come gli altri membri dell'equipaggio, viene messo in animazione sospesa durante il viaggio, è previsto che, in caso di emergenza, venga risvegliato per primo per poter governare manualmente l'astronave. È inoltre abile come astronauta, idraulico, benzinaio, riparatore e annunciatore radiofonico. Il pilota originale lo presenta come il dottor Donald West del Center for Radio Astronomy che aveva elaborato una teoria rivoluzionaria sull'abitabilità degli esopianeti nel 1996 e anche il romanzo lo descrive come uno scienziato a bordo della Jupiter 2. Don rispetta John Robinson ma ha un rapporto distaccato, mentre è molto attratto da Judy. Durante l'ultima parte della serie Don sviluppa instabilità mentale e, nella quarta stagione mai realizzata, era stato preso in considerazione di farlo morire. Nell graphic novel Voyage to the Bottom of the Soul, sposa Judy e con lei ha un figlio, Joshua Robinson West. Il Don West della serie Netflix ha un lato meno serio, poiché ama molto i polli e il suo motto è non lasciare indietro nessuno, compreso il bestiame. È un pilota piuttosto rozzo che viene ben pagato per il suo compito, ma è anche un contrabbandante di beni di lusso. L'incidente della Jupiter 4 lo costringe a lavorare con i Robinson per sopravvivere. Alla fine viene comunque accettato e diviene parte della famiglia Robinson.
- Penny Robinson, interpretata da Angela Cartwright (1965-1968), Lacey Chabert (1998), Mina Sundwall (2018-2021).
Penny è la seconda figlia di John e Maureen Robinson. Nelle varie opere ha una differente età, passando da bambina a adolescente. Nel pilota originale viene descritta come undicenne, con un QI di 147 e appassionata di zoologia. Secondo l'Alpha Control Reference Manual con la nascita di Penny Maureen avrebbe lasciato il suo lavoro al New Mexico Institute for Space Medicine. Penny adotta un Bloop, una piccola creatura simile a una scimmia nativa del pianeta alieno su cui atterra la Jupiter 2 nella prima stagione, come animale domestico, chiamandola Debbie. Nel film per la televisione del 2004, Penny non è una preadolescente ma una neonata. Nella serie televisiva del 2018 è un'adolescente di 15 anni, intelligente e anticonformista, è un po' la "pecora nera" della famiglia ed è quella che più di tutti non voleva lasciare la Terra, per paura di perdere i contatti sociali che aveva sviluppato. Durante la prima stagione incontra un ragazzo sul pianeta alieno su cui atterra la Jupiter 2, Vijay Dhar, con il quale ha una relazione contrastata.
- Will Robinson, interpretato da Bill Mumy (1965-1968), Jack Johnson e Jared Harris (1998), Ryan Malgarini (2004), Maxwell Jenkins (2018-2021).
Will Robinson è il più giovane dei figli di John e Maureen Robinson, è il classico "piccolo genio", intelligente e saputello. La sua rappresentazione nelle varie opere non differisce in modo così radicale come per le altre figlie dei Robinson. Nel pilota della serie originale, Will ha 9 anni ed è un neo-diplomato alla Camdo Canyon School of Science, con la media più alta della scuola. Il suo QI è di 182. Questa sua superiore capacità intellettuale lo isola però dai suoi compagni di scuola, che faticano a comprenderlo. Ma a bordo della Jupiter 2 la sua intelligenza salva in più occasioni l'equipaggio della nave. Will è molto legato al robot B-9, che considera come un frtello, e ha usato le sue capacità per mantenere il robot funzionante. È molto legato anche al Dr. Smith, che diviene una sorta di precettore di Will. Nel film del 1998, ricostruisce il robot distrutto, dopo che aveva tentato di uccidere la famiglia Robinson, facendone un suo alleato. Anche qui è particolarmente legato al Dr. Smith, tanto da divenirne una sorta di figlio adottivo e aiutarlo, in un futuro alternativo, a costruire un wormhole che lo riporti sulla Terra. Anche nella serie televisiva del 2018, dove ha 11 anni, sviluppa un forte legame con il robot (che tuttavia non è terrestre, ma una sorta di androide alieno). Nonostante sia anche qui molto intelligente, non riesce a passare il test per essere ammesso alla missione spaziale e vi entra a far parte solamente perché sua madre cambia segretamente il suo punteggio. L'attore Bil Mumy, primo interprete del personaggio, è uno degli attori maggiormente legati alla serie e ha attivamente partecipato allo sviluppo di manuali e sceneggiature per nuove versioni della storia.
- Zachary Smith, anche detto Dr. Smith, interpretato da Jonathan Harris (1965-1968), Gary Oldman (1998), Bill Mumy e Parker Posey (2018-2021)
Nella serie originale il Dr. Zachary Smith è un dottore intergalattico di psicologia ambientale, prima della sua partenza era uno psicologo dello United States Space Corps. Il Dr. Smith però è anche un agente segreto che lavora per un governo straniero nemico. Prima del lancio del Jupiter 2 riprogramma il robot per distruggere la nave e la famiglia Robinson otto ore dopo la sua partenza. Ma mentre tenta di riattivare il robot, spento da un tecnico, rimane intrappolato a bordo della Jupiter 2, finendo vittima delle sue stesse trame. La nave viene così sbalzata fuori rotta dal peso aggiuntivo del dott. Smith, salvandosi però da una mortale pioggia di meteoriti, e si perde irrimediabilmente nello spazio. Stessa sorte spetta al Dr. Smith del film del 1998, che però, a differenza di quello della serie, non ha lati positivi, presentandosi più sordido e irrimediabilmente malvagio, divenendo precettore di Will Smith, riesce a farlo lavorare per lui e metterlo contro la propria famiglia. Questo Dr. Robinson, contaminato da una specie di ragno alieno, in un futuro alternativo si trasformerà in un mostro, metà uomo, metà ragno. Il Dr. Smith non compare nel film per la televisione del 2004, mentre nella serie televisiva del 2018, dove viene interpretato da Bill Mumy in un cameo, a bordo della Resolute per la missione diretta a colonizzare Alfa Centauri. Viene tuttavia ferito durante l'attacco del robot alla Resulute e June Harris si appropria della sua giacca e in seguito del suo chip di riconoscimento adottandone l'identità.
- B-9, animato da Bob May (1965-1968), doppiato originalmente da Dick Tufeld (1965-1968, 1998 e 2004) e da Don Messick (1973), interpretato da Brian Steele (2018-2021).
Il B-9 della serie televisiva del 1965 è una macchina dotata di forza sovrumana e armi futuristiche, ma mostra anche caratteristiche umane, quali il saper ridere, l'essere triste o beffardo, oltre a cantare e suonare la chitarra. Poiché il suo ruolo principale è quello di proteggere il membro più giovane dell'equipaggio, Will Robinson, le frasi ad effetto del Robot sono spesso "That does not compute" (lett. "Non calcola") e, la più celebre, "Danger, Will Robinson!" (lett. "Pericolo, Will Robinson!"), accompagnato dall'agitarsi delle sue braccia.[19] Nel film del 1998, il Robot ha originariamente un design più elegante ed è dotato di armi, ma la sua forma originale viene distrutta durante un combattimento su una nave aliena scontrandosi con dei "ragni" alieni. Will è in grado di scaricare la maggior parte della sua coscienza prima che il corpo originale del robot venga distrutto, riempiendo le lacune con estratti dei suoi stessi schemi neurali e alla fine riesce a costruire un nuovo corpo per il robot che assomiglia all'aspetto che aveva nella serie originale. Nel film per la televisione del 2004, il Robot non fa parte dell'equipaggiamento standard della Jupiter 2, ma viene costruito da Will Robinson per proteggerlo dai bulli a scuola. Will lo porta con sé nel viaggio nello spazio parzialmente smontato e quando la nave madre che trasporta i vari moduli della Jupiter in un rifugio sicuro viene attaccata e il Jupiter 2 viene allontanato dal gruppo principale, Will collega il Robot ai sistemi della nave per fornire loro l'energia necessaria per sfuggire agli alieni. Il Robot della serie televisiva del 2018 è un androide dotato di intelligenza artificiale. È la causa della distruzione della nave colonia Resolute all'inizio della serie, quando questi reclama il motore dell'astronave e un altro robot suo simile soprannominato Scarecrow, che alimentano la Resolute. Successivamente stringe amicizia con Will Robison e alla fine salverà i bambini della colonia.
- David Robinson, interpretato da Gil McKinney (2004).
Nel film per la televisione del 2004, The Robinson: Lost in Space, oltre ai tre figli "canonici" Judy, Penny e Will, John e Maureen Robinson hanno anche un quarto figlio, David, figlio maggiore di diciassette o diciotto anni. David è un ragazzo combattuto, con un complesso di inferiorità rispetto al padre e al fratello minore Will. Quando la nave nave madre Jupiter viene attaccata dagli alieni, la famiglia Robinson riesce a salire a bordo dello Space Pod Jupiter 2 e a fuggire, ma David rimane indietro e muore nell'esplosione dell'astronave madre.

## Mezzi di trasporto

### Jupiter 2
Nella serie originale del 1965 compaiono più mezzi di trasporto, in particolare la Jupiter 2, un'astronave a forma di disco volante a propulsione nucleare, dotata di due ponti. La prima versione della Jupiter 2 vista nella serie classica è stata raffigurata con un livello inferiore e gambe di atterraggio. Nel pilota originale l'astronave viene chiamata Gemini 12, in seguito ribatezzata a partire dal primo episodio della serie ufficiale.
Al livello inferiore si trovano i motori atomici, che usano una sostanza immaginaria chiamata "deutronio" come carburante. Gli alloggi della nave sono dotati di letti a scomparsa, una cucina, un laboratorio e la "serratura magnetica" del robot. Al livello superiore si trovano il sistema di controllo della guida e i "tubi di congelamento" di animazione sospesa criogenica necessari per i viaggi interstellari. I due livelli sono collegati sia da un ascensore a tubo di scorrimento elettronico che da una scala fissa. La Jupiter 2 è dotata di gravità artificiale. Gli ingressi e le uscite della nave avvengono tramite la camera stagna principale del livello superiore o tramite i montanti di atterraggio dal ponte inferiore e, secondo un episodio della seconda stagione, una porta sul retro. La navicella spaziale è anche destinata a fungere da casa per i Robinson, una volta atterrata sul pianeta di destinazione in orbita attorno ad Alfa Centauri.
La Jupiter 2 è dotata di un campo di forza, che la protegge quando stazione su di un pianeta alieno. Il generatore dello scudo di forza è in grado di proteggere anche il campeggio e in un episodio della terza stagione si dimostra in grado di schermare l'intero pianeta. La Jupiter 2 è inoltre dotata di una tecnologia avanzata in grado di semplificare o eliminare compiti banali: è infatti dotata di una "lavatrice automatica", che impiega pochi secondi per pulire, stirare, piegare e confezionare i vestiti in sacchetti di plastica trasparente, e di una "lavastoviglie" che pulisce, lava e asciuga i piatti in pochi secondi.

### The Chariot
Sempre nella serie originale, The Chariot (lett. "Il Carro") è un veicolo cingolato anfibio che l'equipaggio utilizza per il trasporto a terra quando atterra su un pianeta. The Chariot viene alloggiato a bordo della Jupiter 2 smontato, per venire poi riassemblato una volta a terra. The Chariot è in realtà è stato creato "cannibalizzando" un gatto delle nevi Thiokol Spryte, con un motore Ford da 3 litri cubici a sei pistoni in linea, da 101 cavalli di potenza con cambio automatico a 4 velocità, inclusa la retromarcia.
The Chariot è costituito per la maggior parte da pannelli trasparenti, incluso il tettuccio e una botola montata sullo stesso a forma di cupola dalla quale uscire per poter sparare. Sul tettuccio sono montati un portapacchi per i bagnagli e le batterie solari e lo stesso è accessibile sia esternamente, tramite scale montate su entrambi i lati del veicolo, sia internamente, tramite la botola. Il veicolo è dotato inoltre di doppi fari anteriori e doppie luci di area ausiliarie sotto i paraurti anteriore e posteriore. Il tettuccio è inoltre dotato di faretti girevoli e controllabili dall'interno, posizionati vicino a ciascun angolo anteriore, con una piccola antenna parabolica montata tra di essi. The Chariot ospita sei sedili, disposti su tre file, per i passeggeri. L'interno è caratterizzato da tende in tessuto metallizzato retrattili per garantire la privacy, un simografo, uno scanner a infrarossi, una radio ricetrasmittente, un sistema di diffusione sonora e una rastrelliera per fucili, contenente quattro fucili laser, allineati verticalmente vicino all'interno del pannello della carrozzeria all'angolo posteriore sinistro.

### Space Pod
Lo Space Pod, che compare nella terza e ultima stagione  della serie televisiva originale, è una piccola astronave modellata sul Modulo Lunare del Progetto Apollo. Lo Space Pod viene utilizzato per viaggiare dalla sua baia nel Jupiter 2 verso destinazioni su un pianeta vicino o nello spazio e apparentemente è dotato anch'esso di gravità artificiale e di un meccanismo di rientro automatico.

## Tecnologia

### Lost in Space(1965)
Nella serie originale degli anni sessanta, la Jupiter 2 è dotata inoltre di jet pack, in particolare un Bell Rocket Belt, utilizzato occasionalmente dal Professor Robinson o dal Maggiore West. Per difendersi, inoltre, l'equipaggio della Jupiter 2 è dotato di un arsenale di fucili e pistole laser con fondina. La pistola laser personale della prima stagione è un oggetto di scena cinematografico modificato da una pistola semiautomatica giocattolo realizzata dalla Remco.
L'equipaggio è dotato di piccole ricetrasmittenti, per comunicare l'un l'altro, con The Chariot o con la Jupiter 2. Nell'episodio The Raft, Will improvvisa diversi rockoon in miniatura nel tentativo di inviare un "messaggio in bottiglia" interstellare quale segnale di soccorso. Nella seconda stagione vengono costruite diverse stazioni di ritrasmissione per estendere ulteriormente le comunicazioni durante la navigazione sul pianeta.
Robot di controllo ambientale B-9 ha la capacità di eseguire test su aria e suolo ed è in grado di scaricare forti cariche elettrostatiche dai suoi artigli, rilevare minacce con il suo scanner e produrre una cortina fumogena difensiva. Il robot ha inoltre la capacità di rilevare odori lievi e può sia comprendere il linguaggio che parlare autonomamente. Il robot sostiene di avere la capacità di leggere la mente umana traducendo le onde di pensiero emesse in parole.
La tecnologia nella serie riflette gli sviluppi che avvenivano nel mondo reale durante gli anni sessanta. Le coperte spaziali argentate, un'invenzione sviluppata dalla NASA nel 1964, vengono utilizzate negli episodi The Hungry Sea e Attack of the Monster Plants. Le tute spaziali dell'equipaggio vengono realizzate in tessuto rivestito di alluminio, prendendo spunto dalla reali tute spaziali Navy Mark IV in dotazione al programma Mercury della NASA, e sono dotate di chiusure in velcro, cosa che la NASA utilizza per la prima volta durante il programma Apollo (1961-1972).
Quando stazione su di un pianeta, l'equipaggio normalmente coltivava un giardino idroponico, ma è anche munito anche di "pillole proteiche", che rappresentano un sostituto nutrizionale completo di un normale pasto, in caso di emergenza.

## Merchandising
Lost in Space, in particolare la serie originale degli anni sessanta, stimola la produzione di numerosissimo merchandising, che comprende riproduzioni o kit di montaggio dei veicoli, action figure, bambole, giochi da tavolo.
- Vengono commercializzati due giochi da tavolo ispirati alla serie televisiva originale. Lost in Space, realizzato dalla Milton Bradley Company nel 1965, e Lost in Space 3D Action Fun Game, realizzato dalla Remco nel 1966.[23][24]

## Controversie
Nel 1962 la Gold Key Comics, una divisione della Western Publishing Company, pubblica la serie di fumetti Space Family Robinson, la cui storia è ambiamente ispirata a Il Robinson svizzero di Johann David Wyss, ma in chiave fantascientifica. I diritti cinematografici e televisivi del fumetto vengono poi acquistati dalla nota sceneggiatrice Hilda Bohem (autrice della serie televisiva Cisco Kid), che crea un trattamento per la televisione intitolato Space Family 3000.
Quando Irwin Allen vende il suo progetto Lost in Space, pensato come seguito della sua prima serie televisiva di successo, Viaggio in fondo al mare,  alla CBS, quest'uiltima, preoccupata per una possibile confusione con il fumetto della Gold Key, chiede ad Allen di trovare un nuovo titolo. Tuttavia Hilda Bohem presenta una denuncia contro Allen e la CBS Television poco prima che la serie debutti nel 1965. Viene quindi raggiunto un accordo con la Gold Key che le consente di sottotitolare il fumetto Lost in Space.
Ulteriori controversie legali si presentano nel 1995, quando la Prelude Pictures annuncia la sua intenzione di trasformare Lost in Space in un film.

## Filmografia

### Cinema
- Lost in Space - Perduti nello spazio (Lost in Space), regia di Stephen Hopkins (1998)

### Televisione
- Lost in Space - serie TV, 83 episodi (1965-1968)
- The ABC Saturday Superstar Movie - serie animata, episodio 2x01 (1973)
- The Robinsons: Lost in Space - episodio pilota non trasmesso (2004)
- Lost in Space - serie TV, 28 episodi (2018-2021)